# 坛花兰属
坛花兰属（学名：Acanthophippium），又名鍾馗蘭屬，是兰科下的一个属，为陆生兰。该属共有约15种，分布于热带亚洲至斐济（大洋洲）。